# Gudy (stacja kolejowa)
Gudy (biał. Гуды, ros. Гуды) – stacja kolejowa w pobliżu miejscowości Gudy, w rejonie lidzkim, w obwodzie grodzieńskim, na Białorusi. Leży na linii Równe – Baranowicze – Wilno.
Przed II wojną światową istniał w tym miejscu przystanek kolejowy.